# Armorique
L'Armorique è un traghetto appartenente alla Brittany Ferries.

## Servizio
Varato il 16 agosto 2008 nel cantiere navale STX Europe di Helsinki con il nome di Armorique e consegnato il 26 gennaio 2009 alla Brittany Ferries, prende servizio a partire dal 10 febbraio successivo sulla Plymouth-Roscoff.
Nel novembre del 2009 viene noleggiato alla Marina Militare Francese ed impiegato in alcune esercitazioni.
Dal 2010 al 2020 opera principalmente tra i porti di Cherbourg, Poole, Roscoff, Plymouth, Caen, Saint-Malo e Ouistreham.

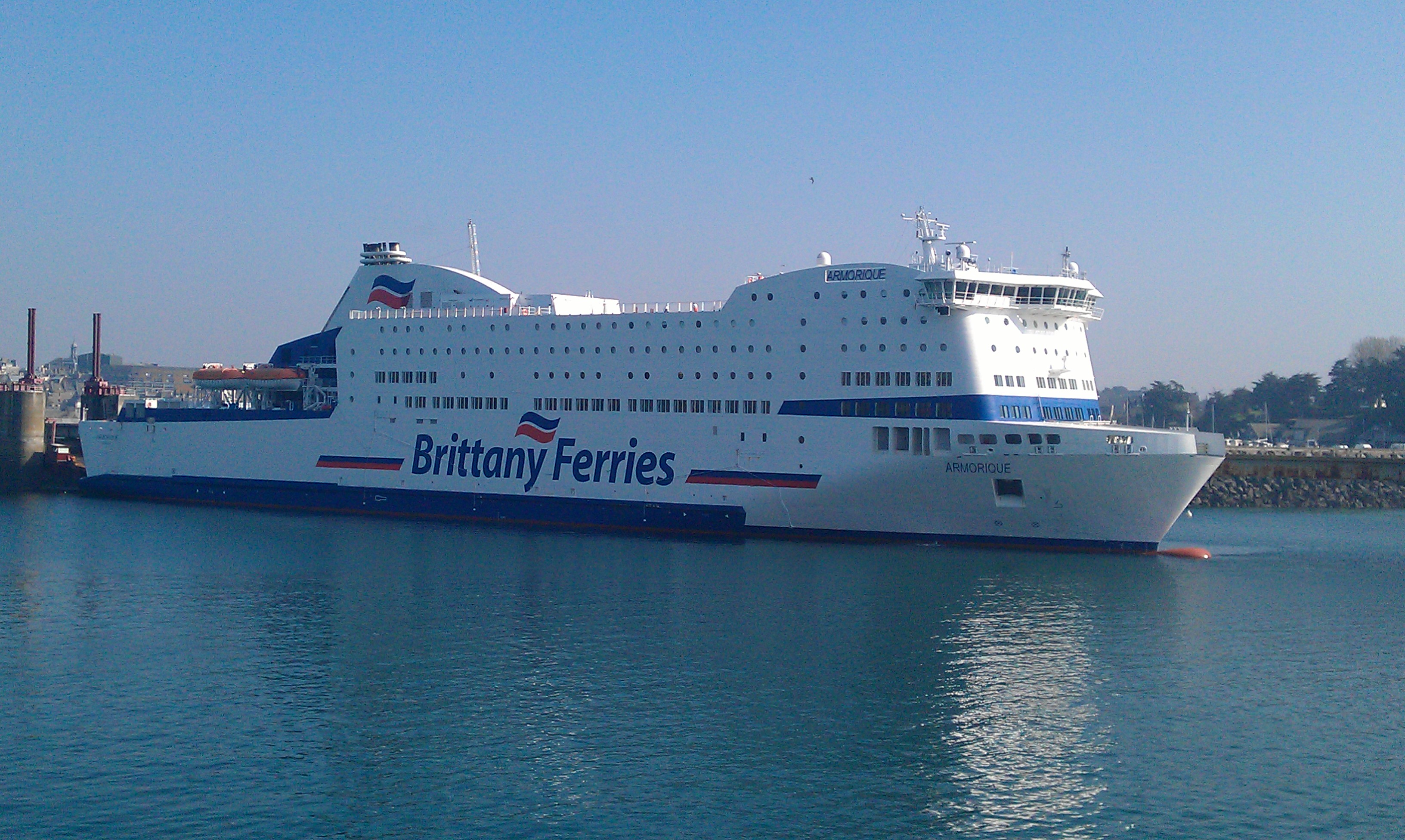
L'Armorique ormeggiato a Saint-Malo nel 2012.

Nel 2016 subisce intensi lavori di ammodernamento nel cantiere navale Astader di Santander, durante i quali vengono installati gli scrubber al fumaiolo.
Il 31 agosto 2020 viene disarmato a Le Havre in seguito al calo del traffico per il COVID-19. Dal gennaio del 2021 torna in servizio come traghetto merci sulla Caen-Portsmouth.
Dal 4 febbraio 2021 opera sulla Rosslare-Saint-Malo e successivamente tra Saint-Malo e Portsmouth e Le Havre.
Dall'aprile del 2022 viene impiegato tra Plymouth, Roscoff e Cork.

## Altri collegamenti
- Wikimedia Commons contiene immagini o altri file su Armorique